# Differentiering (marknadsföring)
Differentiering är ett begrepp inom marknadsföring.
Enligt Philip Kotler kan ett företag differentiera (urskilja sig) gentemot sina konkurrenter med hjälp av produkt, service, personal, image eller kanal (för distribution).
Ett företag kan nå fördel genom differentiering när det tillhandahåller mer tjänster för ett icke obegränsat högre pris än konkurrenterna. Dessa fördelar benämns sammantagna som positions-fördelar, eftersom de anger företagets position relativt dess verksamhetsområde som ledande genom bättre tjänster eller kostnad. Produktdifferentiering är det som gör att företag som konkurrerar monopolistiskt  kan sälja sina produkter till olika pris, trots att de i grunden är lika.